# کارل کائوتسکی
کارل یوهان کائوتسکی (به آلمانی: Karl Johann Kautsky) (زاده ۱۶ اکتبر ۱۸۵۴ – درگذشته ۱۷ اکتبر ۱۹۳۸) نظریه‌پرداز و فیلسوف مارکسیست آلمانی و از اولین رهبران حزب سوسیال دموکرات آلمان بود.

## زندگی
کائوتسکی سال ۱۸۵۴ در شهر پراگ متولد شد. کمون پاریس در سال ۱۸۷۱ باعث شد تا او به جنبش سوسیالیسم گرایش پیدا کند. در ۱۸۷۵ به حزب دموکرات اتریش ملحق شد. در دانشگاه وین تاریخ و حقوق خواند و در سال ۱۸۸۰ به زوریخ رفت تا به انتشار نشریه‌های سوسیالیستی بپردازد. او در سال ۱۸۸۳ یعنی سال فوت مارکس نشریه عصر جدید (۱۹۱۷-۱۸۸۳) را انتشار داد که در واقع ارگان مطبوعاتی و نظری حزب سوسیال دموکرات آلمان محسوب می‌شد و نقش مهمی در نشر اندیشه‌های سوسیالیستی در سطح جهان داشته‌است. کائوتسکی در سال‌های پایانی قرن نوزدهم با هدف کاربرد روش‌های مارکسیستی برای تبیین تحولات تاریخی دست به انتشار آثاری زد که باعث شد تا به عنوان چهره اصلی مارکسیسم ارتودوکس شناخته شود.
او از نزدیک‌ترین رفقا و مریدان کارل مارکس و فریدریش انگلس بود.
او از کسانی بود که به ایجاد سوسیال دموکراسی در آلمان کمک بسیاری کرد. او از مهم‌ترین و مشهورترین تئوریسین‌های انترناسیونال دوم به شمار می‌آید و پس از درگذشت مارکس و انگلس، یکی از مهم‌ترین نمایندگی‌کنندگان نظرات آن‌هاست.
کائوتسکی پس از جنگ جهانی اول پاسیفیست (صلح‌طلب) شد و از حزب سوسیال دموکرات آلمان به‌دلیل حمایت از حضور آلمان در جنگ جهانی اول جدا شد.